# Ang Thong Province Stadium
Das Ang Thong Province Stadium (Thai สนามกีฬากลางจังหวัดอ่างทอง หรือ สนาม อบจ. อ่างทอง) ist ein Mehrzweckstadion in Ang Thong in der Provinz Ang Thong, Thailand. Es wird derzeit hauptsächlich für Fußballspiele genutzt und ist das Heimstadion vom Angthong Football Club und dem Simork Football Club. Das Stadion hat eine Kapazität von 6000 Personen.
Eigentümer und Betreiber des Stadions ist die Angthong Administrative Organisation.

## Nutzer des Stadions
| Verein      | Zeitraum der Nutzung |
| ----------- | -------------------- |
| Angthong FC | 2010 bis heute       |
| Simork FC   | 2017                 |